# Nefesh B'Nefesh
Nefesh B'Nefesh (hébreu : נפש בנפש) est une organisation à but non lucratif, opérant  aux États-Unis, au Canada et au Royaume-Uni, dont l'objectif principal est de promouvoir l'Alya, c'est-à-dire l'acte d'immigration en Israël par un Juif.

## Galerie

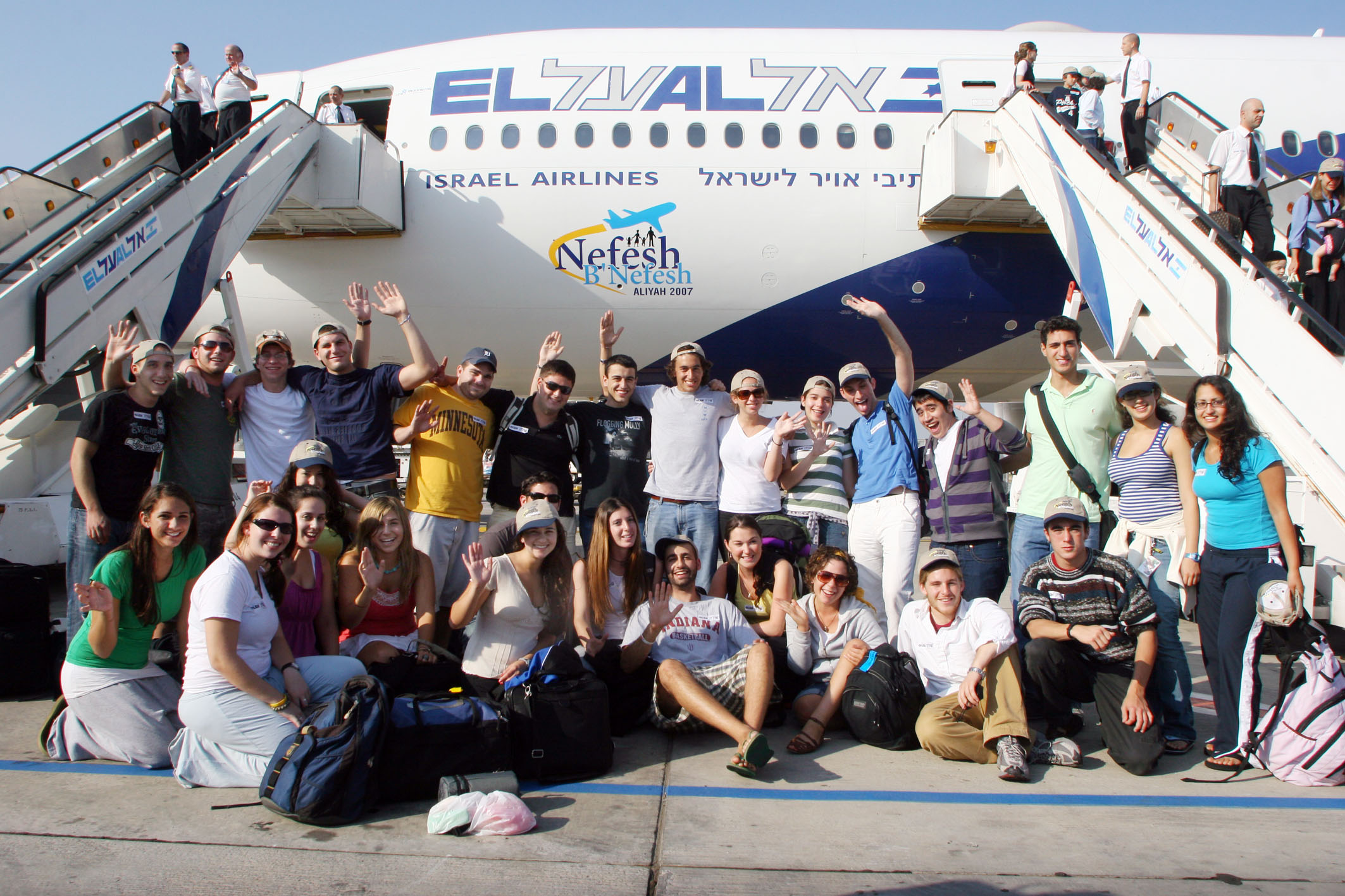
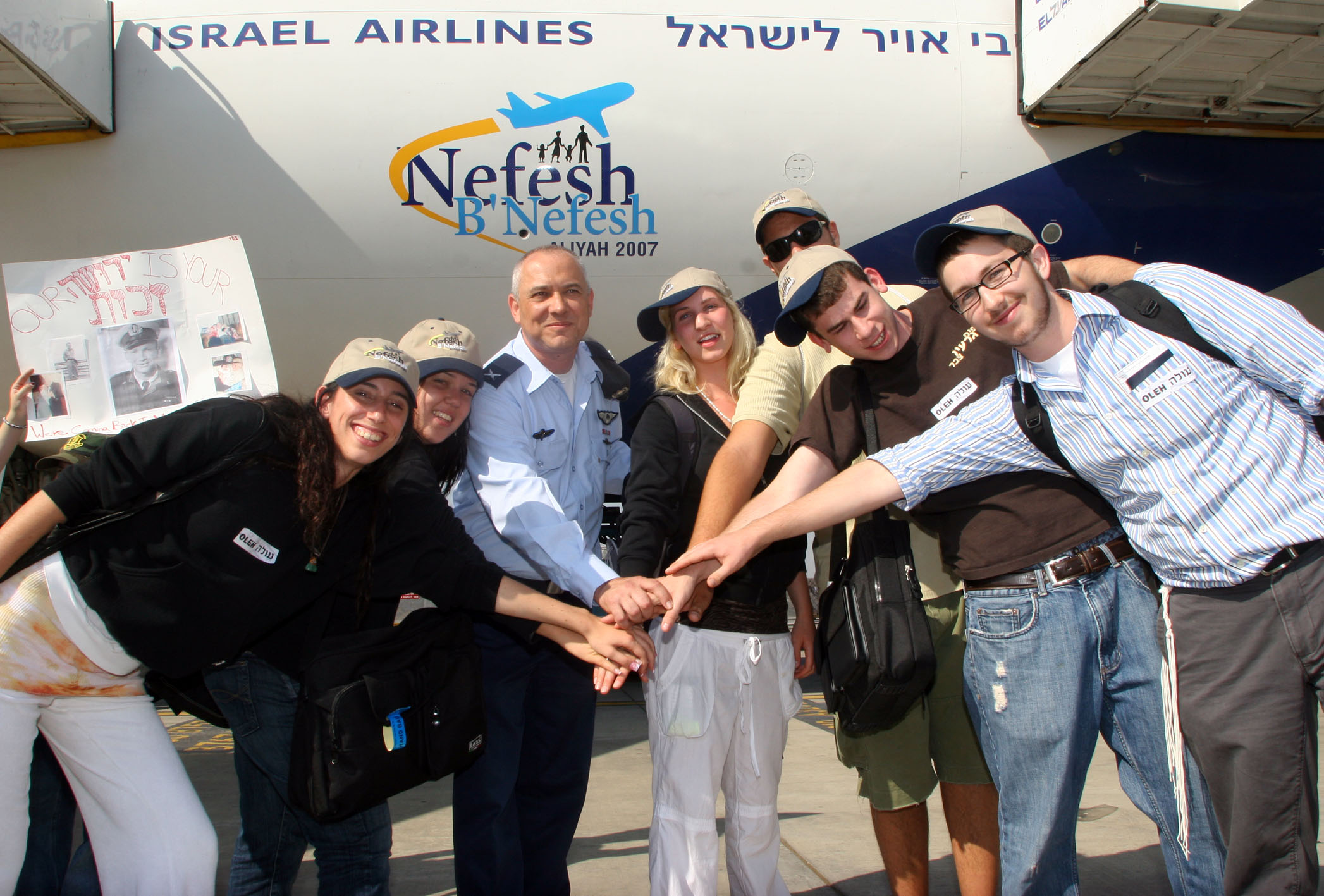
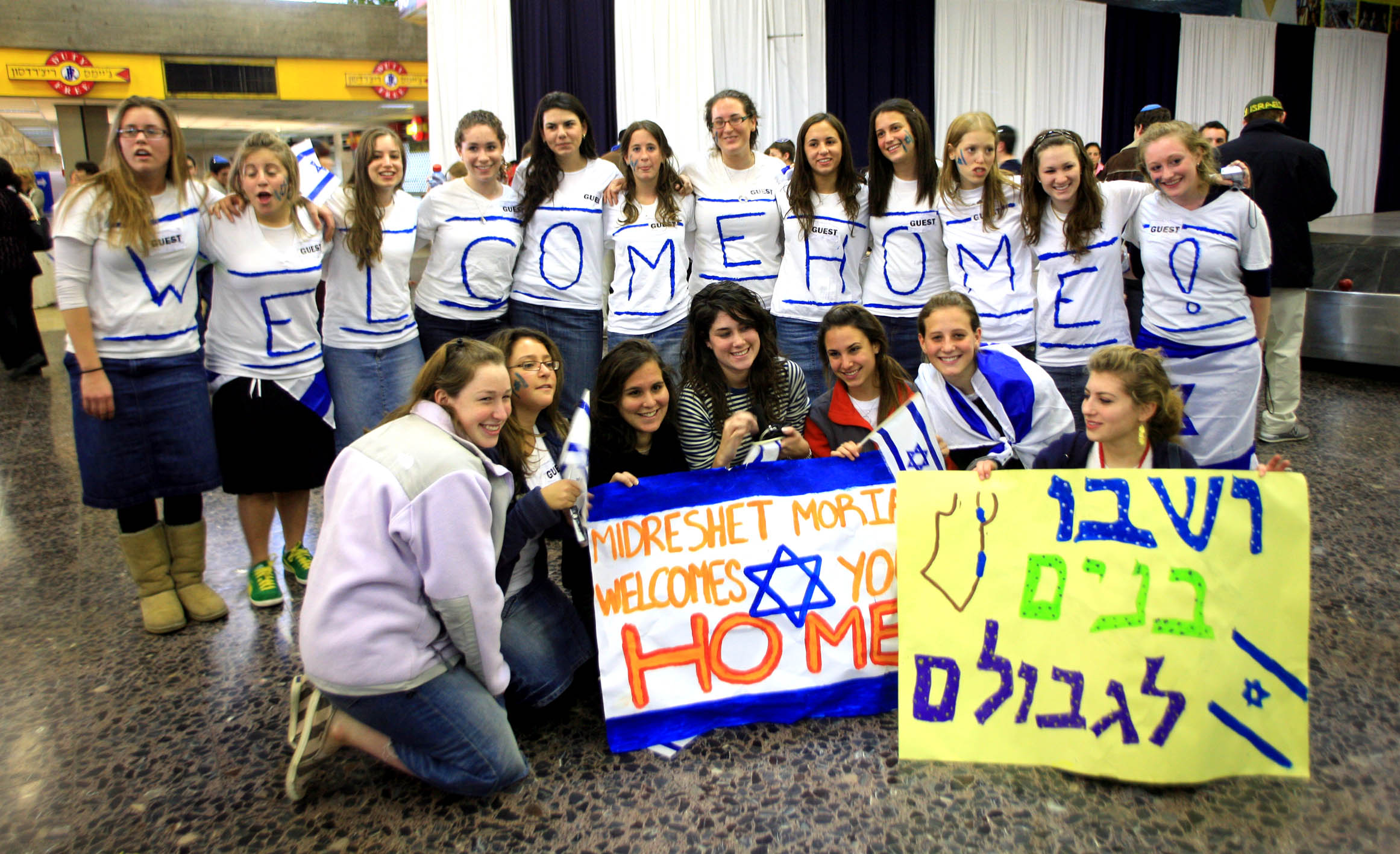